# Adinauclea
Adinauclea é um género botânico pertencente à família Rubiaceae.

## Espécies
Apresenta uma única espécie:
- Adinauclea fagifolia  ( Teijsm. & Binn. ex Havil. ) Ridsdale 1978